# О-Валадоуро
О-Валадоуро (гал. O Valadouro, ісп. Valle de Oro) — муніципалітет в Іспанії, у складі автономної спільноти Галісія, у провінції Луго. Населення — 2209 осіб (2009).
Муніципалітет розташований на відстані близько 450 км на північний захід від Мадрида, 39 км на північ від Луго.
Муніципалітет складається з таких паррокій: Будіан, О-Кадрамон, Феррейра, Фрешульфе, А-Лаше, Моусіде, Рекаре, Сан-Томе-де-Рекаре, Санта-Крус-до-Валадоуро, Вілакампа.

## Демографія
Динаміка населення (INE ):

## Галерея зображень

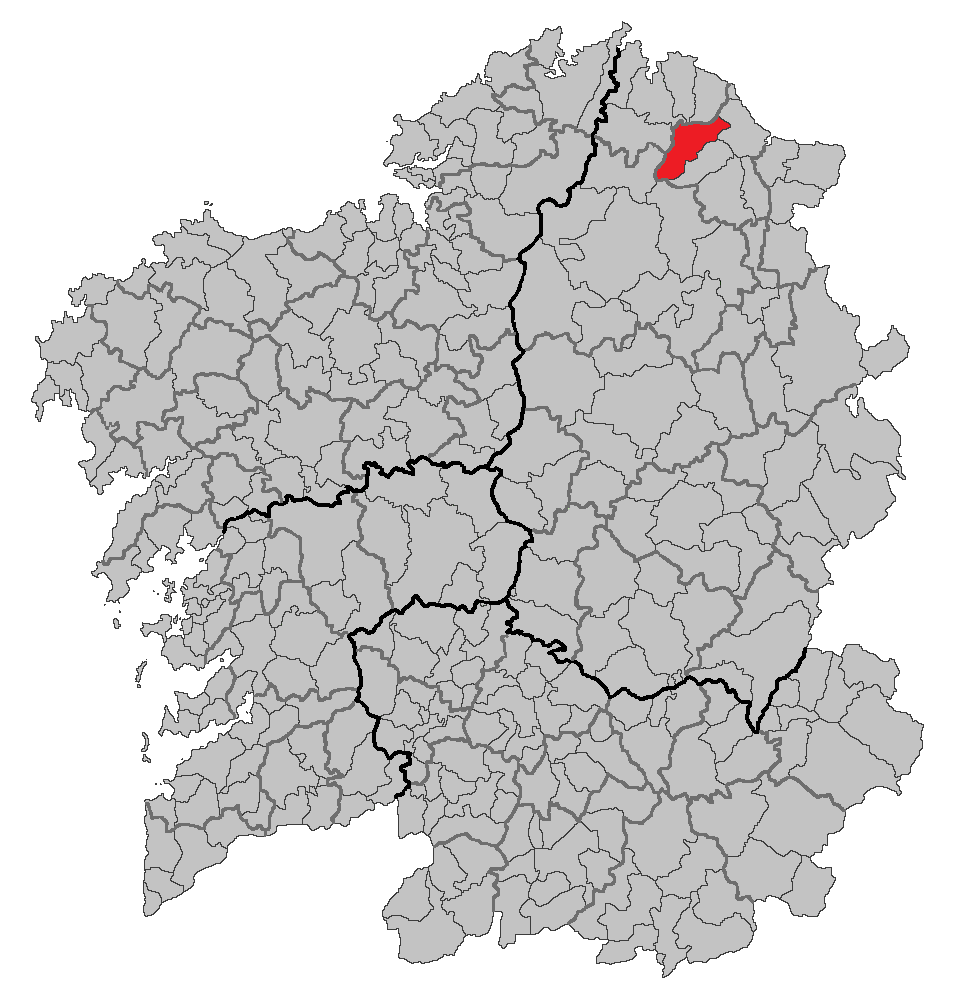
Розташування муніципалітету

## Парафії
Муніципалітет складається з таких парафій: 

## Релігія
О-Валадоуро входить до складу Лугоської діоцезії Католицької церкви.